# Tolga Ciğerci
Tolga Ciğerci (Nordenham, 1992. március 23. –)  német-török kettős állampolgár labdarúgó, 2018 óta a Fenerbahçe középpályása.

## Pályafutása

### Klubcsapatokban
Ciğerci Németországban született, de török-német kettős állampolgár. Pályafutását a VfL Wolfsburg csapatánál kezdte. A Farkasoknál mindössze 7 mérkőzésen játszott, kétszer is kölcsönadták, ugyanakkor Ciğerci ekkoriban 20 bajnokin 3 gólt lőtt a tartalékcsapatban. A 2012–13-as szezonra a Borussia Mönchengladbachoz került kölcsönbe. 2014. április 14-én hároméves szerződést írt alá a Hertha BSC-vel, miután egy teljes szezont ott töltött kölcsönben. Új csapatában a 17-es mezt kapta. A berlini klub másfél millió eurót fizetett érte a Wolfsburgnak.
2016. augusztus 8-án a török Galatasaray igazolta le három évre, három millió euróért. Augusztus 22-én mutatkozott be a Karabükspor ellen. 2018 augusztusában felbontották a szerződését. Ugyanebben a hónapban a Fenerbahçe csapatához írt alá. A 2018–19-es kiírást teljes egészében kihagyta lábujjsérülés miatt. 2019. október 30-án debütált az egyesület színeiben a Tarsus İY ellen.

### A válogatottban
2014-ig német utánpótlás csapatokban játszott. Játszhatna a német válogatottban is, de úgy döntött, hogy felnőttként Törökországot szeretné képviselni. Fatih Terim akkori szövetségi kapitány meghívta a 2016. augusztus 31-én megrendezésre kerülő Oroszország elleni barátságos felkészülési mérkőzésre. 2016. október 6-án mutatkozott be a címeres mezben Ukrajna ellen a 2018-as világbajnokság selejtezőjében.

## Statisztikái

### Klubcsapatokban
2020. október 3-án frissítve.
| Klub                                  | Szezon           | Bajnokság | Bajnokság | Kupa  | Kupa | Európa | Európa | Egyéb | Egyéb | Összesen | Összesen |
| Klub                                  | Szezon           | Mérk.     | Gól       | Mérk. | Gól  | Mérk.  | Gól    | Mérk. | Gól   | Mérk.    | Gól      |
| ------------------------------------- | ---------------- | --------- | --------- | ----- | ---- | ------ | ------ | ----- | ----- | -------- | -------- |
| Wolfsburg                             | 2010–11          | 6         | 0         | 1     | 0    | 0      | 0      | 0     | 0     | 7        | 0        |
| Wolfsburg                             | Összesen         | 6         | 0         | 1     | 0    | 0      | 0      | 0     | 0     | 7        | 0        |
| Borussia Mönchengladbach (kölcsönben) | 2011–12          | 2         | 0         | 0     | 0    | 0      | 0      | 0     | 0     | 2        | 0        |
| Borussia Mönchengladbach (kölcsönben) | 2012–13          | 12        | 0         | 0     | 0    | 0      | 0      | 6     | 1     | 18       | 1        |
| Borussia Mönchengladbach (kölcsönben) | Összesen         | 14        | 0         | 0     | 0    | 0      | 0      | 6     | 1     | 20       | 1        |
| Hertha                                | 2013–14          | 19        | 1         | 1     | 0    | 0      | 0      | 0     | 0     | 20       | 1        |
| Hertha                                | 2014–15          | 2         | 0         | 0     | 0    | 0      | 0      | 0     | 0     | 2        | 0        |
| Hertha                                | 2015–16          | 18        | 0         | 1     | 0    | 0      | 0      | 0     | 0     | 19       | 0        |
| Hertha                                | Összesen         | 39        | 1         | 2     | 0    | 0      | 0      | 0     | 0     | 41       | 1        |
| Galatasaray                           | 2016–17          | 24        | 0         | 0     | 0    | 0      | 0      | 0     | 0     | 24       | 0        |
| Galatasaray                           | 2017–18          | 18        | 6         | 4     | 0    | 0      | 0      | 2     | 0     | 24       | 6        |
| Galatasaray                           | Összesen         | 42        | 6         | 4     | 0    | 0      | 0      | 2     | 0     | 48       | 6        |
| Fenerbahçe                            | 2018–19          | 0         | 0         | 0     | 0    | 0      | 0      | 0     | 0     | 0        | 0        |
| Fenerbahçe                            | 2019–20          | 26        | 2         | 7     | 0    | 0      | 0      | 0     | 0     | 33       | 2        |
| Fenerbahçe                            | 2020–21          | 3         | 0         | 0     | 0    | 0      | 0      | 0     | 0     | 3        | 0        |
| Fenerbahçe                            | Összesen         | 29        | 2         | 7     | 0    | 0      | 0      | 0     | 0     | 36       | 2        |
| Karrier összesen                      | Karrier összesen | 130       | 9         | 14    | 0    | 0      | 0      | 8     | 1     | 152      | 10       |

## Sikerei, díjai

### Klubcsapatokban
Galatasaray
- Török bajnok: 2017–18[14]

## Fordítás
Ez a szócikk részben vagy egészben  a   Tolga Ciğerci című angol Wikipédia-szócikk ezen változatának fordításán alapul.  Az eredeti cikk szerkesztőit annak laptörténete sorolja fel. Ez a jelzés csupán a megfogalmazás eredetét és a szerzői jogokat jelzi, nem szolgál a cikkben szereplő információk forrásmegjelöléseként.